# Gołaczów (Lewin Kłodzki)
Gołaczów (deutsch: Hallatsch; 1937–1945 Hallgrund; tschechisch Haléřov) ist ein Ort in der Landgemeinde Lewin Kłodzki im Powiat Kłodzki der Woiwodschaft Niederschlesien in Polen. Es liegt sechs Kilometer nordwestlich von Duszniki-Zdrój (Bad Reinerz).

## Geographie
Gołaczów liegt westlich des Glatzer Kessels in den südlichen Ausläufern des Heuscheuergebirges. Es wird über eine Landstraße erreicht, die bei Jeleniów (Gellenau) von der Europastraße 67 abzweigt. Nachbarorte sind die nicht mehr existierenden Dörfer Żyznów (Tschischney) und Darnków (Dörnikau) im Norden, Łężyce (Friedersdorf) im Nordosten, Kulin Kłodzki (Keilendorf) im Südosten, Leśna (Löschney) im Süden, Dańczów (Tanz) im Westen und Jerzykowice Wielkie (Großgeorgsdorf) im Nordwesten.

## Geschichte
„Haleczow“ gehörte ursprünglich zur böhmischen Herrschaft Nachod und wurde erstmals 1477 erwähnt. Damals gliederte Herzog Heinrich d. Ä., dem seit 1472 die Herrschaften Nachod und Hummel sowie die Grafschaft Glatz gehörten, das gesamte Kirchspiel der Lewiner Pfarrkirche St. Michael, zu dem Hallatsch gehörte, in die Herrschaft Hummel und diese im selben Jahr in seine Grafschaft Glatz ein. Zusammen mit der Herrschaft Hummel gelangte Hallatsch 1561 an den böhmischen Landesherrn. Auch nach der Auflösung der Herrschaft Hummel um 1595 blieben die zugehörigen Ortschaften zunächst im Besitz der königlichen Kammer. Diese verkaufte Hallatsch 1684 dem Besitzer der Herrschaft Rückers, Johann Isaias von Hartig.
Nach dem Ersten Schlesischen Krieg 1742 und endgültig nach dem Hubertusburger Frieden 1763 kam Hallatsch zusammen mit der Grafschaft Glatz an Preußen. Für 1793 sind 35 Häuser nachgewiesen, in denen 188 Einwohner lebten. Nach der Neugliederung Preußens gehörte es seit 1815 zur Provinz Schlesien und war 1816–1945 dem Landkreis Glatz eingegliedert. Es bildete eine eigene Landgemeinde und war Hauptort des Amtsbezirks Hallatsch. 1937 wurde es in Hallgrund umbenannt. 1939 wurden 227 Einwohner gezählt.
Als Folge des Zweiten Weltkriegs fiel Hallatsch 1945 wie fast ganz Schlesien an Polen und wurde zunächst in Hałacz und später in Gołaczów umbenannt. Die deutsche Bevölkerung wurde vertrieben. Die neuen Bewohner waren zum Teil Heimatvertriebene aus Ostpolen, das an die Sowjetunion gefallen war. Die Zahl der Einwohner ging deutlich zurück und betrug in den 1990er Jahren weniger als 30 % der Einwohnerzahl von 1939. Dadurch wurden zahlreiche Häuser dem Verfall preisgegeben. 1975–1998 gehörte Gołaczów zur Woiwodschaft Wałbrzych (Waldenburg).